# Arusha
Arusha là một thành phố miền đông bắc Tanzania, là thủ phủ của vùng Arusha, với dân số 416.442 người (thống kê 2012). Nằm cạnh núi Meru ở rìa đông mạn đông thung lũng tách giãn lớn, Arusha có khí hậu tương đối ôn hòa. Thành phố gần vườn quốc gia Serengeti, khu bảo tồn thiên nhiên Ngorongoro, vườn quốc gia hồ Manyara, hẽm núi Olduvai, vườn quốc gia Tarangire, núi Kilimanjaro, và vườn quốc giá Arusha.
Arusha là nơi đặt trụ sở Cộng đồng Đông Phi. Từ năm 1994 đến 2015, đây cũng là nơi đặt Tòa án Hình sự Quốc tế Rwanda, nhưng cơ quan này đã dừng hoạt động. Đây là một thành phố đa chủng tộc với dân cư nhiều thành phần: người châu Phi bản địa, người Tanzania gốc Ả Rập, người Tanzania gốc Ấn, cùng vài cộng đồng người Âu-Mỹ nhỏ. Những tôn giáo ở Arushan là Kitô giáo, Hồi giáo, Sikh giáo và Ấn Độ giáo.

## Khí hậu
Arusha có khí hậu cao nguyên cận nhiệt đới (phân loại khí hậu Köppen Cwb). 
| Dữ liệu khí hậu của Arusha        | Dữ liệu khí hậu của Arusha | Dữ liệu khí hậu của Arusha | Dữ liệu khí hậu của Arusha | Dữ liệu khí hậu của Arusha | Dữ liệu khí hậu của Arusha | Dữ liệu khí hậu của Arusha | Dữ liệu khí hậu của Arusha | Dữ liệu khí hậu của Arusha | Dữ liệu khí hậu của Arusha | Dữ liệu khí hậu của Arusha | Dữ liệu khí hậu của Arusha | Dữ liệu khí hậu của Arusha | Dữ liệu khí hậu của Arusha |
| Tháng                             | 1                          | 2                          | 3                          | 4                          | 5                          | 6                          | 7                          | 8                          | 9                          | 10                         | 11                         | 12                         | Năm                        |
| --------------------------------- | -------------------------- | -------------------------- | -------------------------- | -------------------------- | -------------------------- | -------------------------- | -------------------------- | -------------------------- | -------------------------- | -------------------------- | -------------------------- | -------------------------- | -------------------------- |
| Trung bình ngày tối đa °C (°F)    | 28 (82)                    | 28 (82)                    | 27 (81)                    | 25 (77)                    | 22 (72)                    | 21 (70)                    | 20 (68)                    | 22 (72)                    | 24 (75)                    | 26 (79)                    | 27 (81)                    | 27 (81)                    | 25 (77)                    |
| Trung bình ngày °C (°F)           | 19 (66)                    | 19 (66)                    | 19 (66)                    | 19 (66)                    | 16 (61)                    | 14 (57)                    | 14 (57)                    | 15 (59)                    | 16 (61)                    | 18 (64)                    | 18 (64)                    | 18 (64)                    | 17 (63)                    |
| Tối thiểu trung bình ngày °C (°F) | 10 (50)                    | 10 (50)                    | 11 (52)                    | 13 (55)                    | 11 (52)                    | 8 (46)                     | 9 (48)                     | 8 (46)                     | 8 (46)                     | 10 (50)                    | 10 (50)                    | 10 (50)                    | 10 (50)                    |
| Lượng mưa trung bình mm (inches)  | 50 (2.0)                   | 80 (3.1)                   | 170 (6.7)                  | 360 (14.2)                 | 210 (8.3)                  | 30 (1.2)                   | 10 (0.4)                   | 10 (0.4)                   | 20 (0.8)                   | 30 (1.2)                   | 110 (4.3)                  | 100 (3.9)                  | 1.180 (46.5)               |
| Nguồn: Weatherbase                |                            |                            |                            |                            |                            |                            |                            |                            |                            |                            |                            |                            |                            |

## Thành phố kết nghĩa
- Durham, North Carolina, Hoa Kỳ
- Thành phố Kansas, Missouri, Hoa Kỳ
- Mürzzuschlag, Áo
- Tifariti, Tây Sahara